# كارناك
 كارناك ، (بالفرنسية: Carnac)‏، (بريتون:Karnag)، هي بلدية فرنسية تقع بجانب خليج موربيهان، على الساحل الجنوبي لبريتاني، في إقليم موربيهان، في شمال غرب فرنسا.

## توأمة
لكارناك اتفاقيات توأمة مع كل من:
- إلرتيسن
- La Clusaz [الإنجليزية]‏

## أعلام
- أوجين غيلفيك